# مدل چن
در مدیریت مالی، مدل چن یک مدل ریاضیاتی است که سیر تکامل نرخ بهره را توصیف می‌کند. مدل چن یک نوعی از مدل سه عاملی است (مدل نرخ کوتاه مدت) که تغییرات نرخ بهره را متناسب با سه منبع ریسک بازار توصیف می‌کند. اولین مدل، مدل میانگین تصادفی و نوسانات تصادفی بود و در سال ۱۹۹۴ توسط Lin Chen منتشر شد که استاد اقتصاد مالی و اقتصاددان زیست محیطی، استاد دانشگاه آمریکایی، دانشگاه یونسی و دانشگاه فناوری نانیانگ از سنگاپوراست.
پویایی لحظه‌ای نرخ بهره به وسیله معادلات دیفرانسیل تصادفی مشخص شده‌است:
در یک بررسی معتبر مالی مدرن (روش مداوم وقت در مدیریت مالی، بررسی و ارزیابی) مدل Chen همراه با مدل‌های Robert C. Merton, Oldrich Vasicek, John C. Cox, Stephen A. Ross, Darrell Duffie, John Hull, Robert A. Jarrow, and Emanuel Derman به عنوان ساختار عمده مدت ذکرشده‌است.
انواع مختلف مدل چن در حال حاضر هنوز هم در موسسات مالی در سراسر جهان استفاده می‌شود.
جیمز و وبر در کتاب خود یک بخش را به بحث در مورد مدل چن اختصاص داده‌اند.
گیبسون و همکاران یک بخشی از بررسی مقاله اش را به پوشش مدل چن اختصاص داده است
اندرسون و همکاران یک صفحه را به مطالعه و گسترش مدل مدل چن اختصاص داد.
Gallant et al یک صفحه را به آزمون مدل چن و دیگر مدل‌ها اختصاص داد.
Wibowo and Cai در میان برخی دیگرپایان نامه دکتری خود را به امتحان مدل چن و دیگر مدل‌های رقابتی نرخ بهره اختصاص دادند.